# Rekreativni turizem
Rekreativni turizem je oblika turizma, ki vključuje aktivno sodelovanje v kakšni rekreativni dejavnosti ali udeležbo športnih ali kulturnih prireditev kot gledalcev. Rekreativni turizem je nastal iz želje po gibanju in sproščanju, zato so na nekaterih turističnih območjih, za rekreacijske potrebe zgradili razna igrišča, steze, sprehajalne poti, urejena kopališča, kolesarske poti in drugo.
Eden glavnih ciljev rekreativnega turizma je fizična in intelektualna rekreacija ljudi. Njegova gonilna sila je aktivna rekreacija, ustvarjanje dobrega počutja, obnavljanje delovne sposobnosti, ohranjanje in izboljšanje zdravja. Vključuje tudi različne turistične dejavnosti od spoznavanja oddaljenih in eksotičnih krajev ali uživanja ob morskih počitnicah in udeležbe v kulturnih programih in različnih oblikah zabave. Rekreativni turizem ima številne podobnosti z wellness, medicinskim in zdravstvenim turizmom.

### Rekreacija turistov
Rekreacija turistov pomeni predvsem rekreacijske dejavnosti, ki jih izvajajo popotniki. Uporabijo lahko tiste možnosti za rekreacijo, ki jih ponuja narava ali naravno ustvarjeno okolje. Potujejo pa zato, da se udeležijo privlačnih športno-rekreativnih dogodkov, pri tem pa pričakujejo gostoljubje, pozornost in zgodbe znotraj kraja dogajanja.
Profesor Panov N. definira rekreacijske potrebe turistov kot eno glavnih motivacij za potovanja. Tole je potrdila, z uradno opredelitvijo turizma, Svetovna turistična organizacija leta 1994, ki navaja: „Turizem obsega dejavnosti oseb, ki potujejo in bivajo v krajih zunaj običajnega okolja za največ eno zaporedno leto za rekreacijo, prosti čas ter poslovne in druge namene."

### Vrste rekreativnega turizma

#### Naraven:
- pohodništvo,
- hoja,
- alpinizem,
- smučanje,
- gorsko kolesarjenje,
- plavanje,
- vodni športi,
- ribolov,
- lov...

#### Antropogen(posebej zasnovan za turizem in namenjen za šport in rekreacijo):
- nogomet,
- košarka,
- odbojka,
- badminton,
- kolesarjenje,
- rolkanje,
- golf,
- fitnes...